# 凤凰山古建筑群
30°49′45″N 110°59′00″E / 30.82917°N 110.98333°E
凤凰山古建筑群位于中华人民共和国湖北省宜昌市秭归县茅坪镇凤凰山，是将三峡库区秭归境内的多处古建筑迁建而形成的建筑群，是全国重点文物保护单位。
凤凰山在秭归新县城茅坪镇东部，是一处滨江的小山岗，与三峡大坝直线距离不到2千米。古建筑群占地378亩，建筑面积1万多平方米，共有古建筑二十四栋，桥梁四座，城门二座，牌坊一座，古井一口，均为清代建筑。
- 王氏宗祠为两进四合院布局，硬山顶，中部为抬梁式构架，两山砖墙承重。
- 郑万瞻老屋现仅存一进四合院，硬山顶，穿斗式构架。
- 江渎庙又称杨泗庙，四合院布局，硬山顶，木构架为抬梁和穿斗式相结合。
- 水府庙又称镇江王爷庙、紫云宫，两进四合院布局，硬山顶。
- 紫光阁又称玉皇阁，三滴水楼阁式，歇山顶。
- 惠济桥是单孔石拱桥，分三段，分别长2.7米、1.95米、3.4米，宽2.4米，孔跨2.7米。
- 江渎桥也是单孔石拱桥，长2.3米，宽2.6米，孔跨3米。
- 屈原祠原称清烈公祠，1976年7月因兴建葛洲坝工程迁址并更为现名，建筑面积2870平方米。
- 屈原故里牌坊为四柱三间三楼歇山式木牌坊，高约7米，面阔5.2米。
- 屈子桥为单孔石拱桥，长13.3米，宽3.6米。孔跨6.7米。
- 千善桥为单孔石拱桥，长6.6米，宽2.7米，孔跨3.4米。
- 迎和门和景圣门均为原归州的城门。[1]

## 文物保护情况
2002年11月7日，以“凤凰山古建筑群”的名义被湖北省人民政府列为第四批湖北省文物保护单位；2006年5月25日，以“凤凰山古建筑群”的名义被中华人民共和国国务院列为第六批全国重点文物保护单位。
其作为文物的保护范围为：凤凰山古建筑群及周围一定范围，凤凰山环山公路以内，即凤凰路和滨湖路围合的区域。
其作为文物的建设控制地带为：以保护范围四至为界向外延伸。东面至长江，以库区夏季最低水位线为准，南面至三峡坝区，西面至秭归新城滨湖路西边界，北面至徐家冲港湾水域，以库区夏季最低水位线为准。